# Aoplus
Aoplus är ett släkte av steklar som beskrevs av Peter Friedrich Ludwig Tischbein 1874. Aoplus ingår i familjen brokparasitsteklar.

## Bildgalleri

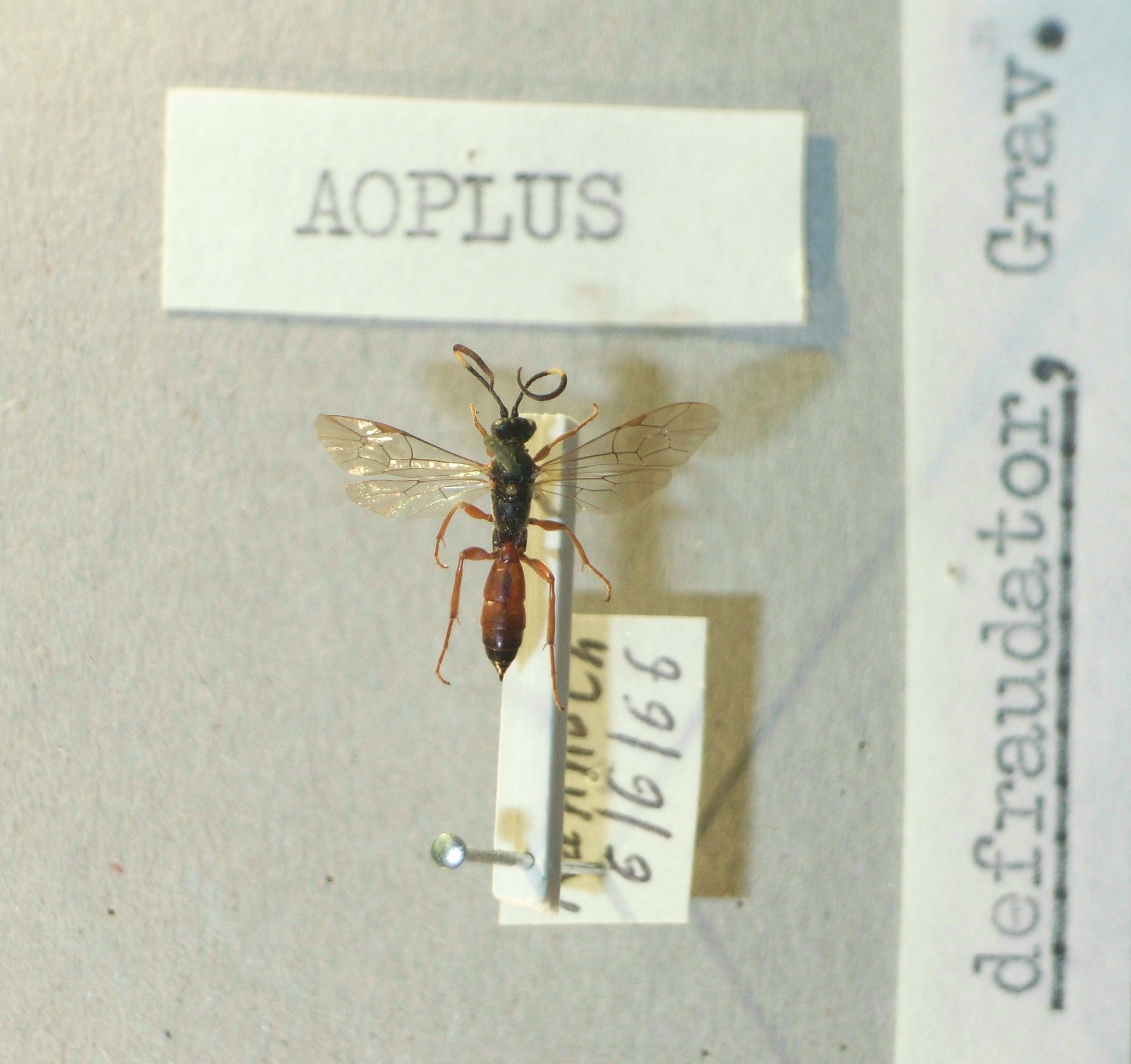
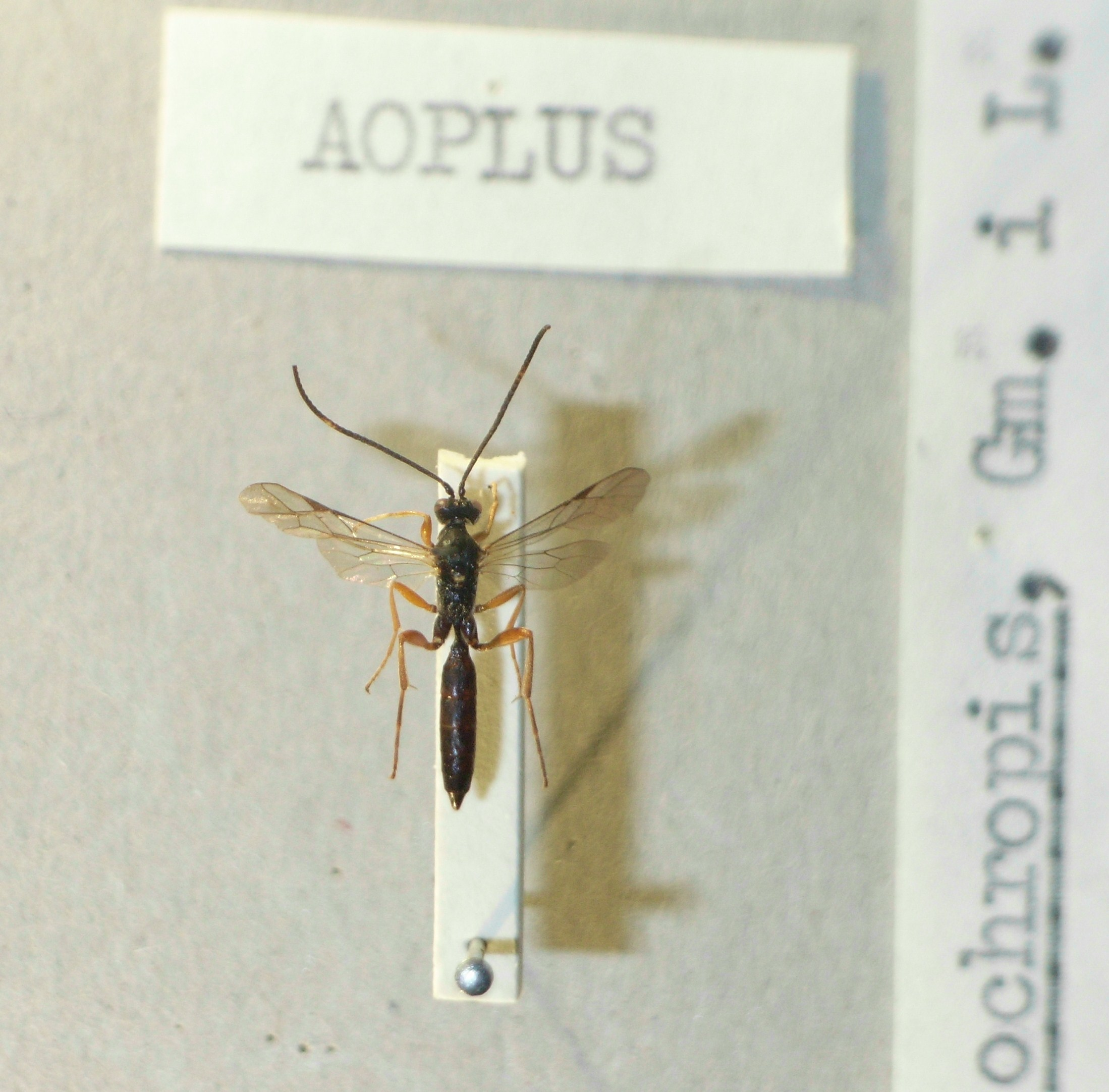

## Dottertaxa tillAoplus, i alfabetisk ordning[1][2]
- Aoplus altercator
- Aoplus biannulatorius
- Aoplus castaneus
- Aoplus cestus
- Aoplus confirmatus
- Aoplus defraudator
- Aoplus deletus
- Aoplus groenlandicus
- Aoplus hohlovae
- Aoplus improvidus
- Aoplus kamuensis
- Aoplus limbatae
- Aoplus lugubris
- Aoplus madeirae
- Aoplus melanisticus
- Aoplus moilietti
- Aoplus monotonus
- Aoplus mustela
- Aoplus naganonis
- Aoplus nigrellus
- Aoplus nudicoxalis
- Aoplus ochropis
- Aoplus permutabilis
- Aoplus personatus
- Aoplus planinotum
- Aoplus productus
- Aoplus pseudovelox
- Aoplus rantaizanus
- Aoplus rarior
- Aoplus rubellator
- Aoplus rubricosus
- Aoplus ruficeps
- Aoplus rufulus
- Aoplus teranishii
- Aoplus theresae
- Aoplus thujarum
- Aoplus torpidus
- Aoplus velox